# Christiaan Jacobus Groothoff
Christiaan Jacobus Groothoff (né le 11 septembre 1878 à Zaltbommel et mort le 28 janvier 1954 Bilthoven) est un arbitre néerlandais de football. Il est arbitre international de 1912 à 1947. Il est aussi journaliste au sein de la revue de sport Het Sportblad de 1905 à 1927.

## Carrière
Il officie dans une compétition majeure : 
- Jeux olympiques 1912 (4 matchs dont la finale)